# Sandro Angelini
Sandro Angelini (Bergamo, 23 marzo 1915 – Bergamo, 30 agosto 2001) è stato un architetto, illustratore, incisore e docente italiano.

## Biografia

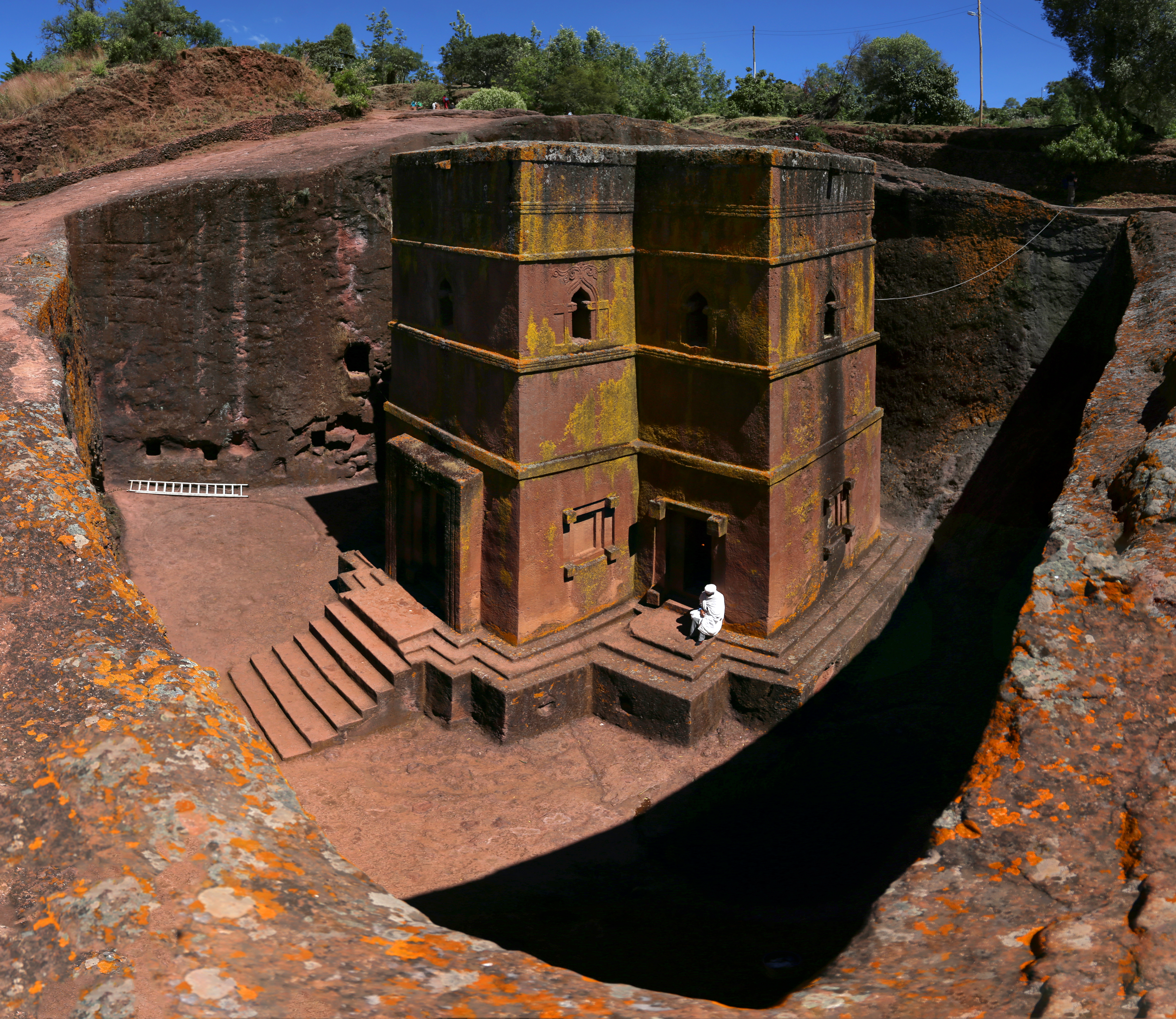
Chiesa di Lalibela

### Gli studi
Sandro Angelini, figlio dell'ingegnere Luigi e di Clotilde Ambiveri si diplomò al Liceo classico Sant'Alessandro di Bergamo, mentre contemporaneamente seguiva i corsi serali alla scuola Fantoni d'Arte applicata, e alla Scuola del nudo dell'Accademia Carrara. Sandro crebbe in un ambiente familiare che gli diede un forte impulso artistico realizzando fin dalla giovane età, vari disegni. Farà suo il motto di Confucio Un disegno vale mille parole.
Tra i personaggi presenti nella sua infanzia fu importante il pittore Sandro Pinetti, figlio della zia paterna Annunciata Angelini.
Si laureò in architettura nel 1940 al Politecnico di Milano avendo come professore Gio Ponti e dove strinse importanti rapporti d'amicizia con Luigi Comencini, Alberto Lattuada, Aldo Buzzi e Saul Steinberg. Il professore Ponti diede un ottimo giudizio al termine del corso del quarto anno in Architettura e arredi d'interni: “All'allievo Angelini - Sono stato contento del tuo lavoro”. Fu il solo del gruppo a proseguire il lavoro di architetto, mentre i compagni abbracciarono altre professioni, diventando un artista eclettico dai molteplici interessi coltivati fin dai primi anni della sua formazione, coprendo nel corso della sua vita ruoli di scenografo, incisore, scultore e disegnatore. Importanti furono anche i corsi universitari riguardanti il restauro tenuti dal professore Ambrogio Annoni, con l'assistente Piero Gazzola con il quale mantenne ottimi rapporti collaborativi durante la sua attività professionale, e che lo coinvolgerà negli anni sessanta nell'attività inventariale e di catalogazione dei monumenti.
Dopo la laurea fu chiamato alle armi nel gennaio del 1941 con un periodo nella caserma gen. Federico Manabrea di Pavia a frequentare il corso di allievo ufficiale. Scriverà che questo è uno dei periodi più brutti della sua vita. Terminato il periodo di addestramento venne inviato a Capua al X reggimento Genio di S. Maria Capua Vetere con la nomina di sottotenente di completamento, e successivamente al Comando Difesa Costiera di Sapri dove fu incaricato alla costruzione di piccole difese campali al comando di una sessantina di genieri provenienti da ogni parte d'Italia.

Il periodo militare lo vide sempre attivo sotto l'aspetto artistico. Quando si trovò a Sapri scrisse ai genitori di poter avere colori e lastre da incidere: 
L'altro ieri, domenica, era una bella giornata, proprio di quelle di primavera e come si fossi stato a casa ho preso acquerelli, cavalletto e bicicletta e sono andato a Policastro. Ed è bello anche andare in giro a disegnare, mentre le donne raccolgono olive, gli uomini tagliano piante, i buoi arano, i pescatori pescano.- Lettera ai genitori dal fronte -
 Ricca è la corrispondenza dell'artista con la sua famiglia e gli amici lasciati a Bergamo.
Nel gennaio del 1943 ebbe l'incarico di pittore di guerra e inviato a Rodi dal Comando di Stato maggiore. L'incarico doveva porre all'attenzione quanto valore patriottico vi era nel soldato dell'esercito italiano. Essendo il più elevato di grado sull'isola ebbe la possibilità di conoscerla e di avere contatti diretti con un egumeno del monastero il quale gli permise di visionare antichi documenti miniati con le liturgie ortodosse. Rimase a Rodi fino al maggio del medesimo anno. Durante i fatti dell'8 settembre 1943, si trovava in licenza a Bergamo, e per questo non si presentò più in caserma. Verrà poi considerato in servizio dal 9 settembre 1943 al 30 aprile 1945 con la fine del conflitto.
Con la fine della guerra Sandro, a seguito della volontà paterna, si incaricò di gestire lo studio in Borgo Santa Caterina.

### L'architetto
Divise la sua vita tra gli impegni nella sua città natale e l'Africa, continente a cui dedicò molti dei suoi anni. 
I primi anni del dopoguerra vide una intensa unione tra quelli che erano gli artisti bergamaschi del tempo: Achille Funi, Attilio Nani, Daniele Marchetti, Ernesto Quarto, Giuseppe Pizzigoni, Angelo Crespi e Trento Longaretti. Il gruppo si trovava presso il bar Nazionale sul Sentierone.
Dal 1949 al 1969 divenne docente di incisione dell'Accademia Carrara facendo anche parte del consiglio d'amministrazione donandone poi una serie di sue incisioni.
La sua attività si può dividere in due periodi, quello di architetto-urbanista, impegnato in nuove progettazioni e dopo il 1960 quella di architetto-restauratore con attenzione alla tutela del patrimonio di Bergamo. Numerosi furono quindi i suoi progetti per alcuni tra i più importanti palazzi della parte bassa di Bergamo. Il primo in collaborazione con il padre Luigi tra il 1946 e i 1949 è il progetto del palazzo “La Magione” posto a completamento di piazza della Libertà adibito ad attività commerciali, private e abitative. Ne seguiranno molti altri fino al 1961. Realizzò progetti anche per abitazioni private non solo in Bergamo ma anche in quelli che erano luoghi di villeggiatura sul lago d'Iseo e progetti per edifici industriali e edifici destinati ai servizi come a Bergamo e a Sovere le sedi della Banca Popolare di Bergamo nel 1955 e 1960, nonché progetti per edifici in particolari località di significativo interesse paesaggistico come l'ampliamento del rifugio Coca di Valbondione progettato con la moglie Marialuisa Berti.

Tra i tanti progetti rilevante fu la realizzazione degli interni del Palazzo dei Contratti e delle Manifestazioni di Bergamo, che era stato disegnato da Marcello Piacentini  e dal quale riceverà l'approvazione: 
(10 aprile 1957 lettera di Marcello Piacentini)
Angelini, nel 1958, fu incaricato anche alla sistemazione dei palazzi presenti nella Cittadella viscontea che dovevano essere sede del museo archeologico, del museo delle scienze naturali e del Risorgimento dopo che nel 1955 il comune ne aveva ottenuto la proprietà.
Nel 1960, diventato proprietario di Casa Angelini, fece eseguire lavori di restauro e di recupero riportando alla luce la Domus Lucina, la più antica dimora romana di Bergamo, regalando il materiale archeologico recuperato al Civico museo archeologico di Bergamo. Fece strappare e salvare gli affreschi bramanteschi presenti sulla facciata, conservandoli poi all'interno dell'abitazione.
Non meno importanti furono i lavori svolti in Etiopia. I suoi interessi per l'Africa iniziarono con l'incarico dell'International Fund for Monuments negli anni '60 per il restauro delle chiese monolitiche in Lalibela e successivamente, nel 1968, ottenne l'incaricato dall'UNESCO allo studio di un progetto che doveva valorizzare i beni culturali etiopi e il restauro dei castelli di Gondar e il centro archeologico di Axum, progetti che avrebbero dovuto incrementare il turismo culturale. Questo lavoro costituì negli anni '70 e '80 la più grande campagna di restauri compiuta in Africa.
L'amore per la sua terra lo portò a essere promotore di molte iniziative culturali come l'associazione Osservatorio Quarenghi che doveva portare ad una maggiore conoscenza i lavori del conterraneo Giacomo Quarenghi. Il legame con la Biblioteca lo porteranno a donare i lavori del padre Luigi che aveva eseguito la progettazione urbanistica di Bergamo nella prima metà del Novecento.
La città di Bergamo ha la particolare caratteristica di svilupparsi su due livelli: quello inferiore con i borghi, caratterizzato dal novecentesco Centro piacentiniano con i palazzi finanziari e amministrativi, mentre la parte alta oggetto di risanamento da parte del padre Luigi dal 1935, richiedeva di un nuovo studio perché certamente non adatta alla viabilità, per questo Sandro Angelini proseguì il lavoro iniziato dal padre. Saranno proprio loro i principali protagonisti del risanamento di città alta. Sandro Angelini, a seguito del nuovo Piano Urbanistico di Giovanni Astengo e Luigi Dodi (1969-1972), negli anni settanta del Novecento iniziò un piano di studio che porterà nel 1974 all'incarico da parte dell'amministrazione comunale del «Piano particolareggiato di risanamento conservativo di Città Alta e Borgo Canale» di Bergamo
Negli anni '80 accettò l'incaricato per la realizzazione di uno studio organizzativo del Palazzo Nuovo sede della Biblioteca civica Angelo Mai per trasformarlo in libreria e archivio, riuscendo a proporre risoluzioni all'avanguardia che permettessero anche un facile incremento del patrimonio librario, diventando il promotore dell'associazione Amici della biblioteca.
I suoi figli donarono i progetti come Fondo Etiopia di Sandro Angelini alla Biblioteca, che per tradizione, conserva documenti e cimeli dei bergamaschi che hanno dato lustro con la loro arte e cultura alla città orobica.

## Scritti
- Santa Maria Maggiore, Bergamo, Istituto Italiano di Arti Grafiche, 1959.
- L'educazione artistica per le Scuole Medie, Bergamo, Minerva Italica, 1966.
- I cinque ambun di Giacomo Quarenghi, Bergamo, Banca Provinciale lombarda, 1967.
- Sognarsi Bergamo, Bergamo, Eco Arte Bergamo, 1976.
- Sculture di Sandro Angelini, Bergamo, Poligrafiche Bolis, 1980.
- Sandro Angelini, Acqueforti dal 134 al 1983, Bergamo, Grafica e Arte Bergamo, 1991.
- Il Provaroba di Sandro Angelinieditore=Grafiche e Arte di Bergamo, Bergamo, 1992.
- Sandro Angelini. Scenografie, 1992, Grafiche e Arte di Bergamo.
- G.Milesi, Fiabe sommerse, Bergamo, Alcon srl, 1993.
- P: Angelini, E Scarpellini, Intorno al castello, Bergamo, Edizioni Junior, 1994.
- Paciaovi, Bergamo, Carpanove, 1999.
- Disegni di viaggiuo, Bergam, Carponove, 2000.
- Egeo 1943, Bergamo, Museo Storico della città, 1999.
- Sculture da cena. Medaglie e placchette, Bergamo, Carpanove, 2000.

Sandro Angelini collaborò molti anni anche con La Rivista di Bergamo e il quotidiano L'Eco di Bergamo, nonché La Voce di Bergamo.